# Alternaria porri
Alternaria porri är en svampart som först beskrevs av Job Bicknell Ellis, och fick sitt nu gällande namn av Raffaele Ciferri 1930. Alternaria porri ingår i släktet Alternaria och familjen Pleosporaceae.   Inga underarter finns listade i Catalogue of Life.